# Paxtoninae
Paxtoninae zijn een onderfamilie van straalvinnige vissen uit de familie van kardinaalbaarzen (Apogonidae).

## Taxonomie
De volgende geslachten zijn bij de onderfamilie ingedeeld:
- Paxton Baldwin & Johnson, 1999[2]